# Sony Channel (Latinoamérica)
Sony Channel (también conocido como Sony) es un canal de televisión por suscripción latinoamericano el cual emite series y películas. Emite desde la Ciudad de México, México y Bogotá, Colombia en español, y desde São Paulo para Brasil, es propiedad de Sony Pictures Entertainment y distribuido actualmente por Ole Distribution, una empresa formada entre Ole Communications y Warner Bros. Discovery.

## Historia
Fue lanzado el 30 de septiembre de 1995 en asociación con Ole Distribution  en los países de habla hispana de América y el 4 de febrero de 1996 en Brasil, con el nombre de Sony Entertainment Television. Desde entonces, ofrece series y especiales de producción original que se emiten en el canal en su versión para Hispanoamérica
En sus primeros años, el canal emitía programas de entrevistas, telefilmes e incluso telenovelas estadounidenses, como The Young and the Restless y Days of Our Lives. Pero con el tiempo, muchas de las series del canal se han convertido muy populares para el público latinoamericano. Por ende, estas series empezaron a ocupar prácticamente la programación del canal. 
Durante los primeros años, la programación del canal consistía en muchas series producidas por estudios de terceros como Columbia TriStar Television, Warner Bros. Television, ABC, Fremantle International, Touchstone Television y Carsey-Werner Productions, siendo todas las series norteamericanas nombradas con sus títulos originales. 
El 24 de marzo de 2014, el canal fue renombrado como Canal Sony.
El 12 de agosto de 2019, el canal cambió de nombre nuevamente, esta vez a Sony Channel, tanto en su logo como en su diseño.